# Zanzi
Zanzi est une localité située dans le département de Boussouma de la province du Sanmatenga dans la région Centre-Nord au Burkina Faso.

## Géographie
Zanzi est situé à 7 km à l'ouest de Nessemtenga, à environ 15 km au sud-ouest du centre de Kaya, la principale ville de la région, et à 20 km au nord-ouest de Boussouma. Le village est à 5 km au sud de la route régionale 14 reliant Kaya à Mané.

## Éducation et santé
Le centre de soins le plus proche de Zanzi est le centre de santé et de promotion sociale (CSPS) de Nessemtenga tandis que le centre médical avec antenne chirurgicale (CMA) de la province se trouve à Boussouma et que le centre hospitalier régional (CHR) est à Kaya.